# Бергара, Марио
Ма́рио Лудови́ко Берга́ра (исп. Mario Ludovico Bergara; 1 декабря 1937, Монтевидео — 28 февраля 2001) — уругвайский футболист, нападающий сборной Уругвая и клубов «Расинг», «Насьональ» и «Монтевидео Уондерерс» из Монтевидео. Участник чемпионата мира 1962 года. Чемпион Южной Америки 2-го розыгрыша 1959 года.

## Карьера

### Клубная
Профессиональную карьеру начал в клубе «Расинг» из Монтевидео. В 1961 году перешёл в другой клуб из Монтевидео «Насьональ», в составе которого становился чемпионом Уругвая в 1963 году и доходил вместе с клубом до финала Кубка Либертадорес в 1964 году, в котором, однако, «Насьональ» по сумме двух матчей уступил аргентинскому «Индепендьенте» из Авельянеды. После завершения выступлений за «Насьональ» вернулся на какое-то время в «Расинг», а последние годы игровой карьеры провёл в клубе «Монтевидео Уондерерс».

### В сборной
В составе главной национальной сборной Уругвая дебютировал 7 декабря 1959 года, а последний матч сыграл 4 декабря 1965 года, всего за сборную Уругвая сыграл 15 матчей и забил 6 мячей в ворота соперников. В 1959 году в составе команды стал чемпионом Южной Америки 2-го розыгрыша 1959 года, причём, принял участие во всех 4-х матчах команды на турнире и занял 2-е место в списке лучших бомбардиров, забив 4 мяча: по 1-му в ворота сборной Эквадора и сборной Бразилии и 2 в ворота сборной Аргентины. Затем в составе сборной участвовал в финальной части чемпионата мира 1962 года, где сыграл только один матч против сборной Югославии.

## Достижения

### Командные
Чемпион Южной Америки:
- 1959 (2)

Чемпион Уругвая:
- 1963 (ФК «Насьональ»)

Финалист Кубка Либертадорес:
- 1964 (ФК «Насьональ»)